# ベニモンスカシジャノメ
ベニモンスカシジャノメ（Haetera macleannania）はジャノメチョウ亜科に属するチョウの一種。